# Dusona crassiventris
Dusona crassiventris là một loài tò vò trong họ Ichneumonidae.